# Zeescheepvaart

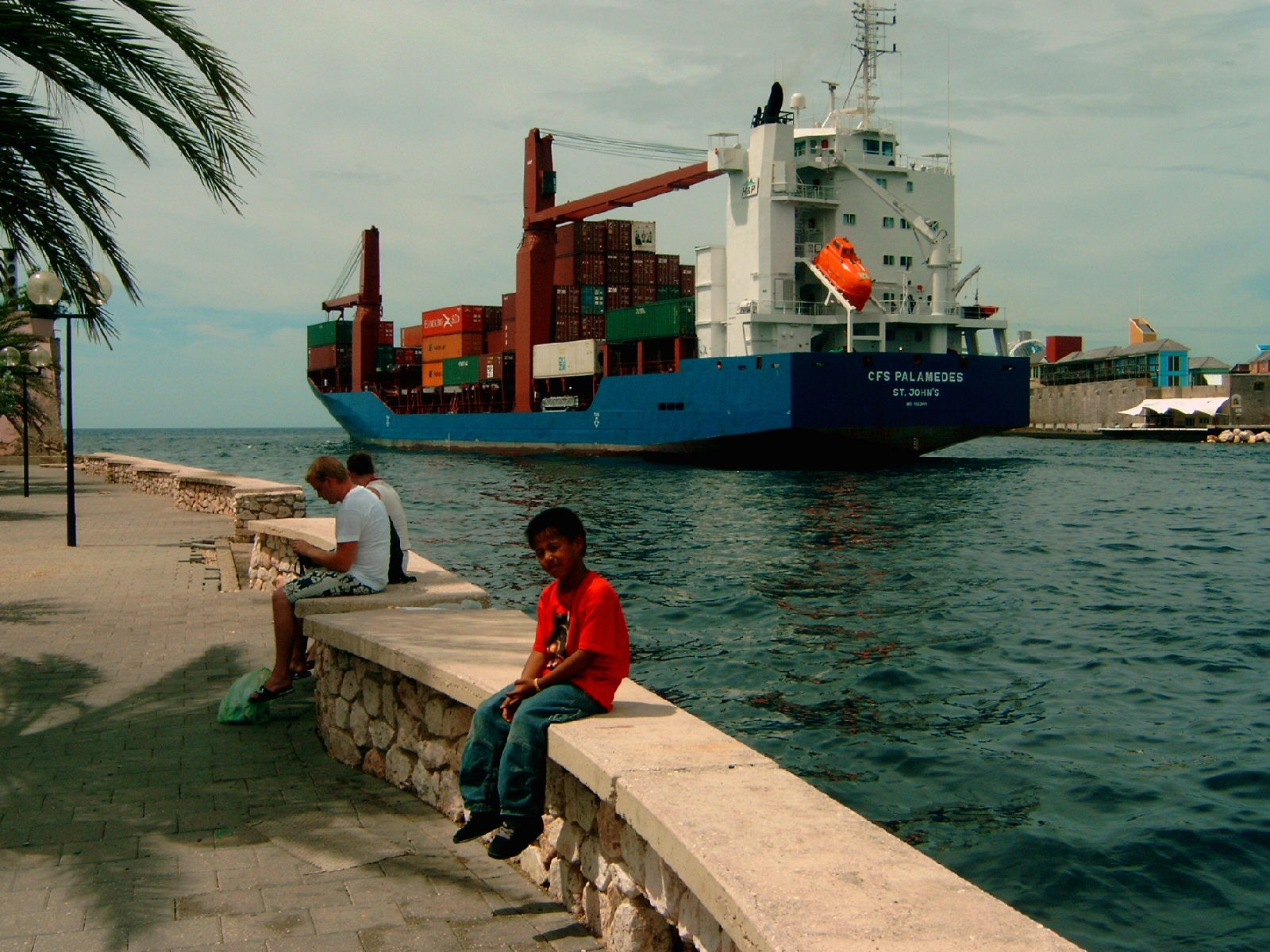
Een containerschip verlaat de haven van Willemstad (Curaçao)

De zeescheepvaart is een bedrijfstak die zich bezighoudt met het vervoer van lading of passagiers over zee.

## Soorten van zeescheepvaart
De zeescheepvaart is in een aantal categorieën onder te verdelen.

### Tankervaart
De tankervaart houdt zich bezig met het vervoer van vloeibare of gasvormige lading. Dit kan onder andere zijn aardolie, zware olie, gasolie, lpg, lng, maar ook natuurlijke oliën.

### Containervaart
De containervaart verscheept goederen in containers. Er zijn twee subcategorieën, namelijk de grote oceaancontainerschepen en de kleinere kustvaartcontainerschepen. De oceaanschepen varen in lijndiensten tussen de grote havens in de diverse werelddelen. De kustvaartschepen vervoeren van de grote havens naar de kleine havens.

### Passagiersvaart
De passagiersvaart houdt zich bezig met het vervoer van passagiers, of voor plezierreizen of om van A naar B te komen. Plezierreizen worden aangeboden door de cruisevaart: de passagiers gaan een aantal dagen tot een aantal weken met een cruiseschip mee voor een vakantie. Degenen die alleen maar van A naar B willen komen, gaan meestal met een veerboot, bijvoorbeeld van Nederland naar Engeland.

### Wilde vaart
Schepen van de wilde vaart varen wanneer er lading voor is. Men krijgt een lading aangeboden en vervoert deze, daarna is het weer afwachten voor de rederij en de bemanning of er daar in de buurt weer een andere lading is. De markt waar deze eenmalige vrachten worden aangeboden heet de 'spotmarkt'.

## Scheepstypen
Voor de zeescheepvaart worden diverse typen schepen gebruikt:
- Tanker
- Containerschip
- Veerboot
- Cruiseschip
- Stukgoedschip
- Bulkcarrier of massagoedschip